# Yezoceryx emeiensis
Yezoceryx emeiensis är en stekelart som beskrevs av Wang 1982. Yezoceryx emeiensis ingår i släktet Yezoceryx och familjen brokparasitsteklar. Inga underarter finns listade i Catalogue of Life.